# Koncz Zsuzsa (előadóművész)
Koncz Zsuzsa (Pély, 1946. március 7. –) Kossuth- és Liszt Ferenc-díjas magyar énekesnő, előadóművész.
Férje Boldizsár Miklós drámaíró, dramaturg volt, apósa Boldizsár Iván Kossuth-díjas író, újságíró, politikus, volt országgyűlési képviselő. Testvére Koncz András festőművész.
Hatvanéves pályafutása során a magyar könnyűzene egyik meghatározó egyénisége lett. Elsősorban verslemezei és politikai tartalmú (és a rendszerváltás előtt esetenként betiltott) dalai tették ismertté, valamint választékos és tisztán érthető előadásmódja.
98 magyarországi és 24 külföldi önálló lemeze jelent meg, ebből 40 – olykor többször, több változatban is kiadott – album. Az Erkel színházi és Budapest sportcsarnokbeli koncertjeiről (és videóiból) fél tucat DVD készült. Diszkográfiája szerint több mint négyszázötven hazai és külföldi hanghordozó őrzi dalait.

## Művészi pályája
Koncz Zsuzsa pályafutása a Magyar Televízió által meghirdetett 1962-es első Ki mit tud? című vetélkedőn indult, ahol gimnáziumi osztálytársnőjével, Gergely Ágival közösen lépett fel, s második helyezést értek el. A televíziós szereplést követően – ami számára kétségkívül nagy nyilvánosságot adott – sorra kereste fel az 1960-as évek három korszakalkotó, de még amatőrként játszó zenekara, az Omega az Illés és a Metro együttes.
Kezdeti pályafutásának meghatározó pillanata az 1967-ben készült Ezek a fiatalok című film egyik főszerepe. Ez az első olyan hazai filmalkotás, ami célul tűzte ki egy korszak fiatal generációjának, életérzésének és vágyainak kifejezésre juttatását. A filmben felcsendülő – Bródy János által írt – Szőke Anni balladája, a Mr. Alkohol és az Ez az a ház című dalok már körvonalazzák azt a művészeti és szakmai irányt, amely jellemzi Koncz Zsuzsa munkásságát mind a mai napig (lásd az Ezek a fiatalok c. albumot).

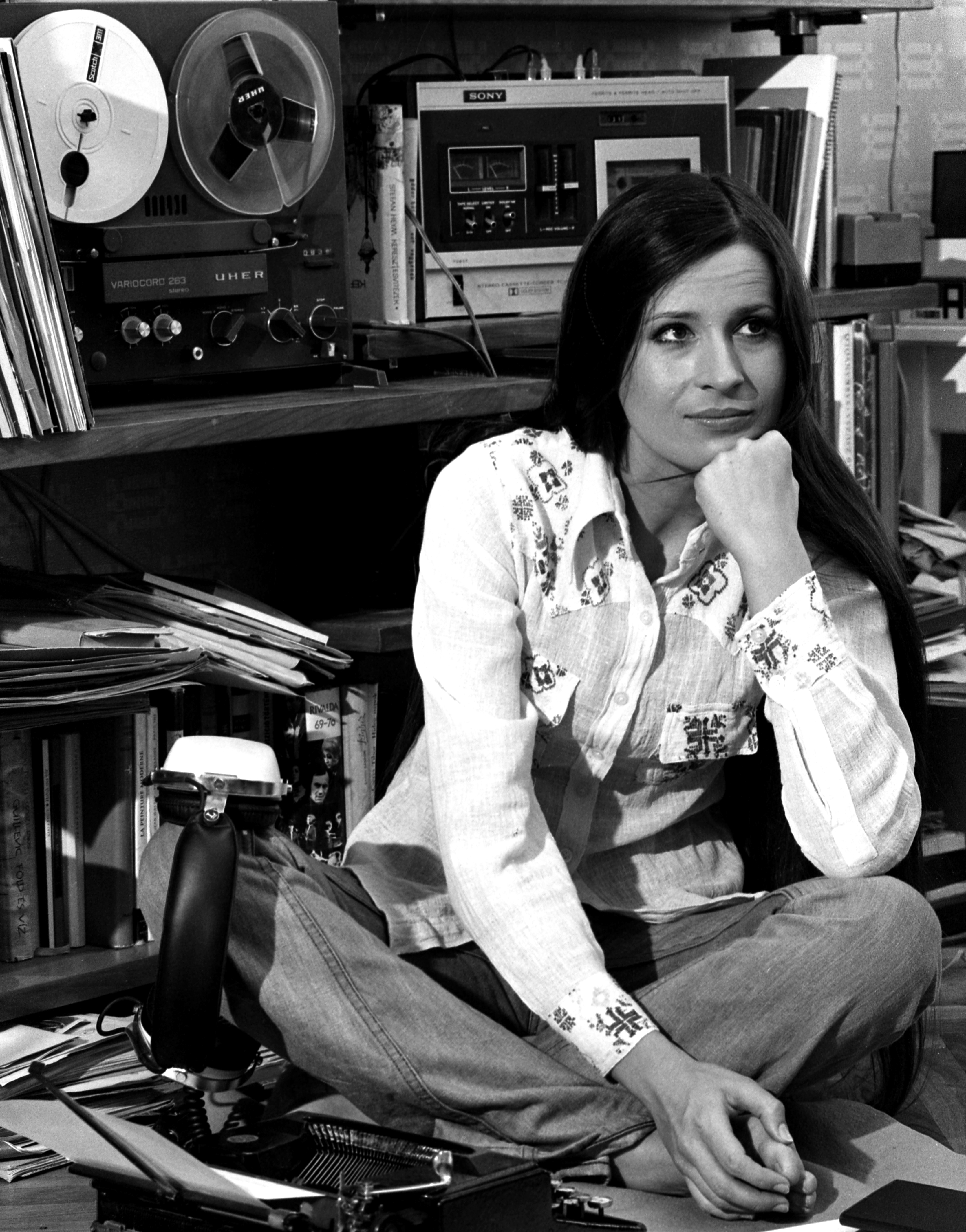
1975-ben (Urbán Tamás felvétele)

Az 1970-es évekre már mint elismert előadóművésznek, egymás után jelentek meg albumai. Ezekben az években az Illés zenekarral közösen megjelent öt album közül 1973-ban készült a Jelbeszéd című lemez. Az album az akkori közhiedelem ellenére megjelent, és ki is került az üzletekbe. A lemezből már ötvenezer példány adtak el, amikor politikai indokok hatására a további eladását felfüggesztették és a raktáron lévő példányokat beolvasztották. Ez nem volt meglepő, mivel már korábban is élesen cenzúrázták dalait, például a Magyar Rádió a számainak nagyjából csak a felét adta le. A  Kádár-korszak kultúrpolitikájának folyamatos cenzúrája szerzőtársát és őt magát is gondolkodásra késztette, vajon lehet-e és hogy kell egy olyan korban dalt írni és azt előadni, ha az a nyilvánvaló politikai kényszer hatására nem juthat el a nyilvánossághoz? A feltett kérdésre 1974-ben született meg a megoldás: a „Gyerekjátékok” című lemezén („Egész más ez a játék…”) először egyértelműen utalnak a politikai környezet elhidegülésére, majd a „Kertész leszek” című albumán már csak kizárólag megzenésített verseket énekelt. Ezeket a verseket viszont úgy hangszerelték és adták elő, hogy azokból a rendszer visszásságaira érzékeny fiatalok tisztán kivehették a művészek üzeneteit. Ez méltó válasz volt a „cenzúra mesterei” számára, mivel el kellett fogadniuk, hogy ezeket a közismert verseket – amelyeket nem Bródy János írt – nehéz lenne elzárni a közönségtől.

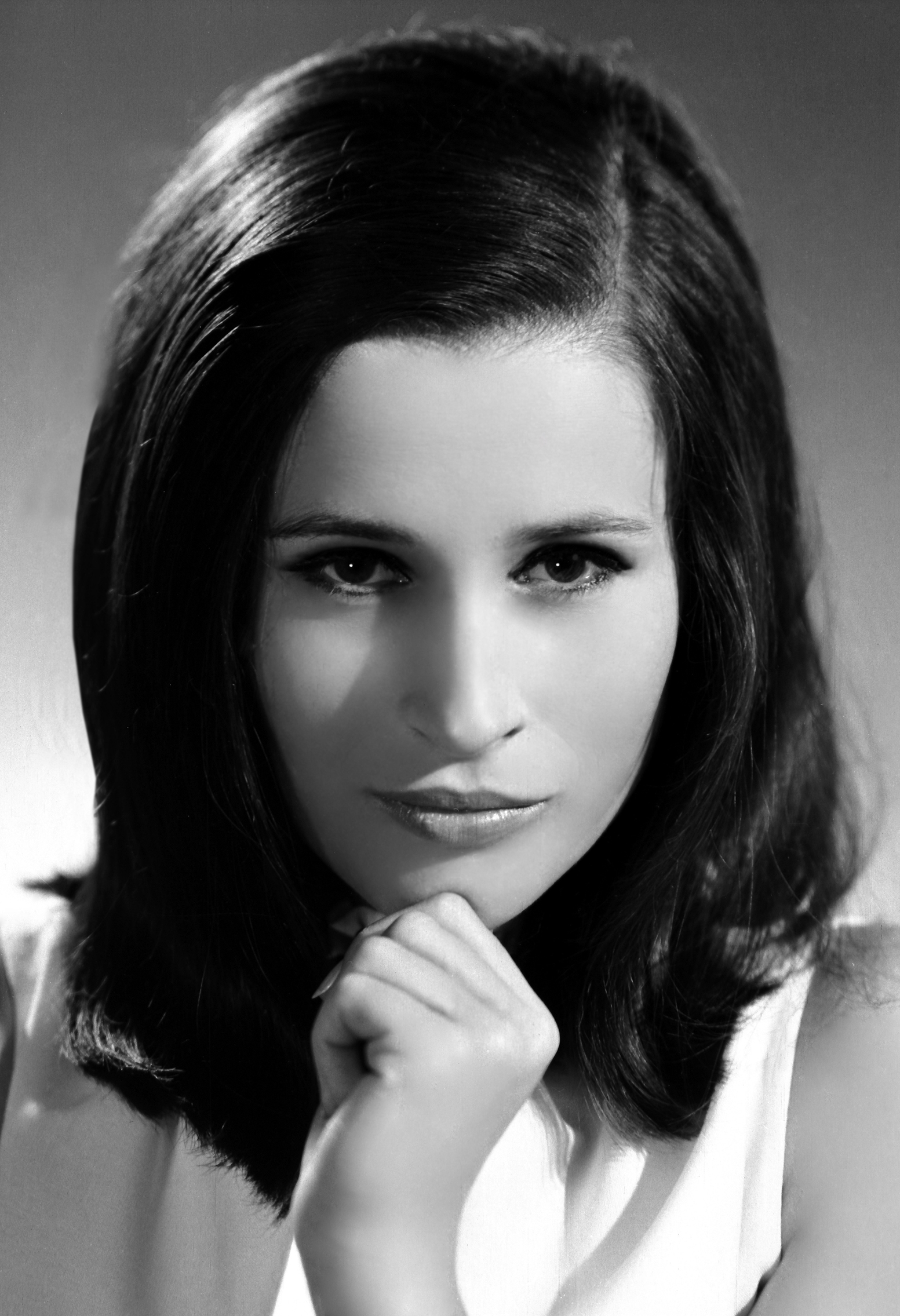
Az 1960-as évek végén (Novák Mária felvétele)

Az 1970-es évek közepére már sorra kapta a külföldi felkéréseket. Koncertezett a „kettévágott” Németország mindkét részében, Franciaországban, továbbá a Szovjetunióban, Lengyelországban, Romániában és az Amerikai Egyesült Államokban. Fesztiválokon énekelt Brazíliában, Japánban, Kubában és Finnországban. Arany Hermelin-díjat nyert Rennes-ben. Közben itthon is fellépett, rendszeresen készített felvételeket az 1970-es évek második felének egyik meghatározó együttesével, a Fonográffal. A lassacskán enyhülő politikai szigor 1977-ben már nem állt útjába az addigi munkásságát elismerő Liszt Ferenc-díj odaítélése során. Az 1979-ben a Fonográffal közösen megjelenő „Valahol” című lemezt a sajtó az évtized lemezének választotta.
A megszűnő Fonográf együttessel végleg lezárult művészi életének egy szakasza. A pályafutásukat külön folytató Bródy János és Tolcsvay László bár továbbra is írt és hangszerelt dalokat a számára, Bornai Tibor pedig segített a műhelymunkák elvégzésében, de innentől a lemezei már kizárólag „Koncz Zsuzsául” szólnak. A rendszerváltás évére elkészült Verslemez III. című albuma újabb sikert és elismerést hozott számára, ugyanis munkásságát még ebben évben érdemes művész kitüntetéssel díjazták.
Az 1990-es években megjelenő albumai tovább növelik azt a szeretetet és tiszteletet, ami már eddig is körülvette őt és munkásságát. Ebben a régi „társak” mellett sokat segített Cipő és Závodi Gábor. Az elmúlt években Németországban is jelentek meg „válogatás” albumai. Legutolsó magyarországi stúdióalbuma Koncz Zsuzsa 37 – csakúgy mint a többi – aranylemez lett. 2012-ben első alkalommal lépett fel a Sziget Fesztiválon, a Magyar Dal Napja alkalmából rendezett nagyszabású koncerten. 2013-ban Valahol egy lány címmel jelent meg válogatásalbuma, az Arénában elhangzott koncertfelvételekkel. Augusztusban ismét fellépett a Szigeten, Cipő emlékére rendezett koncerten. 2013 októberében került a lemezboltokba Tündérország című stúdióalbuma, mely alig két hónap alatt platinalemez lett. 2014. március 14-én az Arénában, majd Berlinben, Rostockban, Magdeburgban, Kassán és Pozsonyban koncertezett. Az év végén látott napvilágot Aréna 10 címmel hatodik DVD-je, dupla CD-vel együtt.

Koncz Zsuzsa a 2024-es Aréna koncertjén

A dalaiban megjelenő hite, életfelfogása, a világról alkotott képe, a számokból sugárzó szenvedély és erő generációkat köt le és vonz magával, hiszen 1992 és 2014 között évről évre telt házas koncerteket adott le a Budapest Sportcsarnokban, majd pedig az Arénában. Ezeket hat DVD is őrzi.
Pályafutásának talán egyik legmeghatározóbb kitüntetését, a Francia Becsületrendet 2001-ben vette át. Pár év elteltével, 2008-ban pedig átvehette hazája által a kultúra és a művészet területén nyújtott munkásságért adható legmagasabb rangú elismerést, a Kossuth-díjat. Még ebben az évben a Magyarországon adható legmagasabb pénzjutalommal és hatalmas szakmai elismeréssel járó Prima Primissima díjat is neki ítélték.
Módos Gábor hosszú időn keresztül szinte kizárólagos fotósa volt, de Novák Mária egri fotóművésszel is dolgozott.

## Magánélete
Pélyen született, majd szüleivel 1949-ben elköltözött Füzesabonyba. Édesanyja ápolónő, édesapja tanár és kántor volt. (Érdekesség, hogy Pélyen született Törőcsik Mari is, akinek édesapja a helyi iskola igazgatója, tehát Koncz Zsuzsa édesapjának felettese volt.) Diáklányként élte meg szülei válását. 1960-ban testvéreivel és édesanyjával Budapestre költözött. Egyik fivére, Koncz András, festőművész lett, a másik fényképész. Szülei ragaszkodtak ahhoz, hogy a zene mellett „rendes” szakmája is legyen, így – erős igazságérzete miatt is – választotta a jogi egyetemet.
Első férje Boldizsár Miklós dramaturg volt, akivel 1970. április 3-án kötött házasságot, az esküvőn Illés Lajos volt Koncz Zsuzsa tanúja. Később kapcsolatban élt a nála 15 évvel fiatalabb Mácsai Pállal.
Koncz Zsuzsa mindig elzárkózott attól, hogy interjúkban magánéletéről kérdezzék, így erről nem sokat lehet tudni. A Népszabadság írójának kérdésére a következőt nyilatkozta: „Nekem a magánélet a visszavonulás, a nyugalom, a feltöltődés területe, amelyből erőt, energiát nyerek a továbbiakhoz. Ezt szeretném megőrizni a magam számára. Úgy gondolom, ez nem tartozik a nagy nyilvánosságra. Az én közszereplésem a dalokkal kezdődik és azokkal véget is ér.” Annyit mégis megjegyzett, hogy legkedveltebb kikapcsolódása a síelés, de szeret utazni, koncertre járni, és rengeteget olvas. Szabadidejében megpróbálja behozni a koncertek közben felhalmozódott lemaradásokat, például a családjával, a szeretteivel és a barátaival kapcsolatos mulasztásokat. Gyermeke nincs.
Az ATV-ben Rónai Egon műsorvezetőnek 2011 decemberében adott interjúban arra a kérdésre, hogy családi életét szándékosan takargatja-e az emberek előtt, Koncz Zsuzsa elmondta, hogy alapvetően ilyen jellem. Állítása szerint még barátaival is csak a legnagyobb lelki válságai idején beszélt a magánéletéről. Emellett volt egy szomorú tapasztalata a bulvársajtóval: látta, hogyan tálalták a tragikus sorsú díva, Dalida öngyilkossági kísérleteit, majd halálát. Elmondta még, hogy nem ért egyet azokkal a fiatal tehetségekkel, akik kiadják a médiának legintimebb titkaikat is. Ő erre nem lenne képes, nemcsak a természete miatt, hanem azért sem, mert a hírnévnek vagy a sikeres előadói létnek ez a része soha nem érdekelte. Az nem zavarja, hogy ennek ellenére mégis tudnak róla dolgokat a rajongói, például azt, hogy nincs gyermeke. Ez szerinte hozzátartozik ahhoz, hogy nagy nyilvánosság előtt dolgozik, és így a közönségét egy kicsit ez is érdekli. De arról, hogy mit mond el, és mit nem, arról ő dönt… „ – Egyébként szerintem az én szerződésem a közönségemmel nem erről szól, hanem a dalaimról és arról, amit a színpadon látnak tőlem” – mondta. „Csak nekik tudok igazán kinyílni, ott a színpadon, a közönségemnek – éneklés közben. Ez nagyon őszinte, és nagyon jólesik, hogy a közönségem ezt értékeli” – árulta el az interjú vége felé az énekesnő.”

## Díjak, kitüntetések
Állami kitüntetések
- Liszt Ferenc-díj (1977)
- Érdemes művész (1989)
- A Magyar Köztársasági Érdemrend tisztikeresztje (1995)
- A Magyar Köztársasági Érdemrend középkeresztje (2006)
- Kossuth-díj (2008)

Magyarországon
- Táncdalfesztivál – KISZ KB Különdíj (1966)
- Táncdalfesztivál – Előadói-díj (1968)
- Táncdalfesztivál – II. díj (1968)
- Táncdalfesztivál – Előadói-díj (1969)
- Táncdalfesztivál – II. díj (1971, 1972)
- Tessék választani! – I. díj (1973)
- Popmeccs – Az év énekesnője (1977, 1981, 1984, 1985)
- Kazinczy-díj (1992)
- A Hungarotontól életműlemezt kapott és a Rock City Csillagok falára felkerült a tenyérlenyomata (1994)
- Huszka Jenő-díj (1998)
- Emerton-díj (1999)
- Hungaroton-életműdíj (2000)
- Arany Zsiráf-életműdíj (2000)
- Maecenas-díj (2001)
- Pro Urbe Budapest díj (2008)
- Prima Primissima díj (2008)
- Radnóti Miklós antirasszista díj (2015)[10]
- Gundel művészeti díj (2015)
- Budapest XIII. kerület díszpolgára (2016)
- Budapest díszpolgára (2020)
- Hazám-díj (2022)[11]
- Európai Hazafi Díj (2024)
- Budapest II. kerület díszpolgára (2025)

Külföldön
- Hollandia, Nemzetközi Dalfesztivál – Csapat kategóriában (Kovács Katival és Zalatnay Saroltával) – Sajtódíj (1973)
- A Francia Becsületrend lovagja (2001)

## Diszkográfia

### Magyar és külföldi albumok
- Volt egyszer egy lány (Qualiton stúdióalbum, 1969)
- Jana Koncz Das Goldene Schlagergirl... United Artists / Liberty német nyelvű stúdióalbum, 1970)
- Szerelem (Qualiton stúdióalbum, 1970)
- Kis virág (Hungaroton-Pepita stúdióalbum, 1971, újra kiadva: 1982)
- Zsuzsa Koncz (Amiga német nyelvű stúdióalbum, 1972, újra kiadva: 1974)
- Élünk és meghalunk (Hungaroton-Pepita stúdióalbum, 1972)
- Jelbeszéd (album) (Hungaroton-Pepita stúdióalbum, 1973, újra kiadva: 1983)
- Gyerekjátékok (Hungaroton-Pepita stúdióalbum, 1974)
- Kertész leszek (Hungaroton-Pepita verslemez, 1975)
- Ne vágj ki minden fát! (Hungaroton-Pepita stúdióalbum, 1975)
- …Elmondom hát mindenkinek (Hungaroton-Pepita verslemez, 1976)
- Koncz Zsuzsa X. (Hungaroton-Pepita stúdióalbum, 1977)
- Aranyalbum (Hungaroton-Pepita válogatásalbum, 1978)
- Valahol (Hungaroton-Pepita stúdióalbum, 1979)
- Ich komm und geh mit meinen Liedern (Amiga német nyelvű stúdióalbum, 1980)
- Menetrend (Hungaroton-Pepita stúdióalbum, 1981)
- Die lauten Jahre sind vorbei (Amiga német nyelvű stúdióalbum, 1982)
- Konczert (Hungaroton-Pepita koncertalbum, 1984)
- Morgenlicht (Shusha Koncz néven, Bellaphon német nyelvű stúdióalbum, 1984)
- Újhold (Hungaroton-Pepita stúdióalbum, 1985)
- Fordul a világ (Hungaroton-Pepita stúdióalbum, 1988)
- Koncz Zsuzsa archív (Hungaroton CD-válogatás, 1988)
- Verslemez III. (Hungaroton verslemez, 1989)
- Illúzió nélkül (EMI-Quint stúdióalbum, 1991)
- Jubileumi koncert (EMI-Quint koncertalbum, 1992, újra kiadva: 2007)
- Ne veszítsd el a fejed (EMI-Quint stúdióalbum, 1993)
- Unplugged I–II. (EMI-Quint dupla koncertalbum, 1995)
- Válogatott kislemezek (Hungaroton válogatásalbum, 1996)
- Miénk itt a tér (EMI-Quint stúdióalbum, 1996)
- A magyar beat aranykora - Koncz Zsuzsa (Reader's Digest válogatásalbum, 1997)
- Ég és föld között (Hungaroton-Gong stúdióalbum, 1997)
- Csodálatos világ (duettek, Hungaroton stúdióalbum, 1998)
- Miért hagytuk, hogy így legyen? (Hungaroton stúdióalbum, 1999)
- Ki nevet a végén (Hungaroton stúdióalbum, 2002)
- Wie sag ich’s Dir (Unionton német nyelvű válogatásalbum, 2003)
- Koncz Zsuzsa (Reader's Digest válogatásalbum, 4 CD, 2005)
- József Attila verseit énekli Koncz Zsuzsa (Hungaroton válogatás-verslemez, 2005)
- Egyszerű ez (Hungaroton verslemez, 2006)
- Zsuzsa Koncz / Die grossen Erfolge (BMG-Sony válogatásalbum, 2007)
- Ha én zászló volnék (Hungaroton koncert-válogatásalbum CD + DVD, 2009)
- Koncz Zsuzsa 37 (Hungaroton stúdióalbum, 2010)
- Valahol egy lány / Koncz Zsuzsa tíz legszebb dala (Hungaroton válogatás + koncertalbum, 2013)
- Tündérország (Hungaroton stúdióalbum, 2013)
- Aréna 10 Dupla CD + DVD (dupla koncertalbum, DVD-vel – Fidelio Média 2014)
- Vadvilág (Hungaroton stúdióalbum, 2016)
- Így volt szép (Hungaroton válogatásalbum, 2019)
- Szabadnak születtél (Hungaroton stúdióalbum, 2020)
- Te szeress legalább (Hungaroton válogatásalbum, 2022)
- Jelbeszéd 2023 (Hungaroton - 50. JUBILEUMI FELÚJÍTOTT KIADÁS, 2023)

Első tíz nagylemeze technikailag korszerűsítve (díszdobozban), Varjas Endre Koncz Zsuzsa-könyvével 1992-ben, majd "Koncz Zsuzsa összes lemeze" 15 CD-n 1994–1995-ben, azok remaster-változatai pedig (ugyancsak 15 CD-n) 2003–2004-ben jelentek meg a Hungarotonnál.

### Kislemezek
Több mint nyolcvan kislemeze (és maxi-CD-je) jelent meg Magyarországon, valamint külföldön, Ausztriában, Franciaországban, Jugoszláviában, Nyugat- és Kelet-Németországban, továbbá a Szovjetunióban.

#### Magyar kislemezek
- Gézengúz (Gergely Ágival) - Qualiton EP 7205 (1962)
- Long Tall Sally / Chapel of Love - Qualiton EP 7297 (1964)
- Long Live Love / Go to See My Babe / I’ve Fallen in Love with a Snowman / All Over the Word - Qualiton EP 7346 (1966)
- Túl az első nagy szerelmen - Qualiton EP 7348 (1966)
- Gyilkossággal vádollak / Ébredj fel / Rosszul szerettél / Beléptél az életembe - Qualiton EP 7361 (1966)
- Rohan az idő / I Who Have Nothing - Qualiton SP 277 (1966)
- Szerelem nélkül - Qualiton SP 298 (1966)
- Oh No, He Don’t / I Don’t Need That Kind of Lovin’ - Qualiton SP 301 (1966)
- Négy év után - Qualiton SP 316 (1966)
- Nincsen olyan ember - Qualiton SP 322 (1966)
- Most az egyszer - Qualiton SP 323 (1966)
- Itt élsz valahol - Qualiton SP 332 (1966)
- Ami volt az volt - Qualiton SP 340 (1966)
- Keresem a szót - Qualiton SP 350 (1967)
- Gyerekdolog / De akkor már hol leszek én - Qualiton SP 376 (1967)
- Puppet on a string / This is my song - Qualiton SP 386 (1967)
- Paprikajancsi / Lehet jó, lehet rossz - Qualiton SP 387 (1967)
- Kopogj az ajtón / Ünneprontó vagyok - Qualiton SP 399 (1967)
- Nyíló vérpiros rózsa / Kerülő utakon - Qualiton SP 426 (1967)
- Jaj, mi lesz velem ezután - Qualiton SP 427 (1967)
- Miszter Alkohol / Szőke Anni balladája - Qualiton SP 439 (1967)
- Zúgjatok, harangok / Nincs sok panasz rád - Qualiton SP 454 (1967)
- Sajnálom szegényt - Qualiton SP 463 (1967)
- Csak egyetlen napra / Hajnali lány - Qualiton SP 468 (1968)
- Eretnek vágy / Ugye lehet? - Qualiton SP 487 (1968)
- Színes ceruzák / Beszélj, mi van veled - Qualiton SP 525 (1968)
- Hát akkor legyen ami lesz - Qualiton SP 557 (1969)
- Jaj, Józsikám / És most itt vagy velem - Qualiton SP 566 (1969)
- Szégyen, gyalázat / Amit szíved kíván - Qualiton SP 586 (1969)
- Négy szürke fal - Qualiton SP 603 (1969)
- Ma végre jó a kedvem / Azt hitted kis bolond - Qualiton SP 654 (1969) Pepita SP 654 (1969)
- Hol vannak a régi csókok - Qualiton SP 673 (1970)
- Tilinkó / Oly kevés - Qualiton SP 717 (1970)
- Végre, végre / Zöldszemű srác - Qualiton SP 722 (1970)
- Volt egyszer egy lány / VIII. Henrik felesége voltam - Qualiton SP 737 (1970)
- Árván - Pepita SP 758 (1970)
- Én nem tudtam azt kérem / Korai még - Pepita SP 765 (1970)
- Barbara / André (je t’aime) - Pepita SP 799 (1971)
- Ne sírj kedvesem / Akire nézek - Pepita SP 819 (1971)
- Várj míg sötét lesz - Pepita SP 853 (1971)
- Rég volt, szép volt - Pepita SP 854 (1971)
- Mondd el ha kell / Elment a hajó - Pepita SP 70006 (1972)
- Karolj át / Rakd fel a szemüveget - Pepita SP 70041 (1973)
- He mama / Der kleine Prinz - Pepita 70078 (1973)
- Félig érett búza (A fekete tó legendája című zenés játékból) - Pepita SP 70082 (1973)
- Gyerekjátékok / Talán egy szép napon - Pepita SPS 70152 (1974)
- Micimackó / A kis herceg - Pepita SP 70232 (1976)
- Miszter Alkohol / Szőke Anni balladája - Pepita SPS 70244 (1977)
- Mama, kérlek / Minden előttem áll - Pepita SPS 70362 (1978)
- Ich gehe dem Wind entgegen / Er hatte Ihr niemals geschrieben - Pepita SP 70368 (1979)
- Susanne / L'oiseau bleu - MIDEM - Pepita SP70369 (1979)
- When I Dream / Jimmy O'Ryan - MIDEM Pepita SP demo (1979)
- A szerelem hív / Légy óvatos - Pepita SPS 70387 (1979)
- Ne add fel / Hogy mondjam el - Pepita SPS 70441 (1980)
- A Kárpáthyék lánya / Ahogy lesz, úgy lesz - Pepita SPS 70604 (1983)
- Eljön majd a nap / Előrejelzés - Pepita Bravo SPS 70697 (1985)
- Ne veszítsd el a fejed / Százéves pályaudvar / A tükörkép / Az első villamos / Nekünk nem kell már / Hej, tulipán - EMI-Quint promo maxi EP (1993)
- Valaki mondja meg - maxi CD EMI Quint Qui 606082 (1996)
- Ég és föld között – maxi CD Hungaroton HCD37888 (1997)
- Szóljon a dal - maxi CD Hungaroton HCDS 37991 (1999)
- …lesznek még szép napjaink… - maxi CD Hungaroton HCDS 71015 (2000)
- József Attila verseit énekli Koncz Zsuzsa - maxi CD Hungaroton HCDS 71163 (2005)

#### Külföldi kislemezek
- Kopogj az ajtón - Festival Zabavnih Melodija - PGP RTB Beograd EP-54430 (1967)
- La ville amere / Mon ciel ma terre - DISC AZ - SG 27 (1968)
- Paprikajancsi / The Puppet On A String / Keresem a szót / Beléptél az életembe / Gyilkossággal vádollak - PGP RTB Beograd EP 59429 (1968)
- Irgendwann, irgendwo / Endlich endlich - Amiga 450 770 (1970)
- Jeder Taler hat immer zwei Seiten / Sand in den Augen - United Artists 35 014 (1970)
- Immer die Anderen / Unser Roman - United Artists 35 108 (1970)
- Blumen / Dankeschön - United Artists 35 148 (1970)
- Du gefällst mir / Wenn die Sonne untergeht - United Artists 35 256 (1970)
- Farbstifte / Blumen blühen - Amiga 4 55 847 (1972)
- He, Mama / Wer sagt - Amiga 4 56 061 (1974)
- Kinderspiele / Hast du schon mal einen Wolf gesehen - Amiga 4 56 087 (1975)
- Du bist noch nicht mein Mann / He, fang mich ein - Amiga 4 56 204 (1976)
- Ja ljublju tebjá/I love you - Melodija Goszt 5289-73 (1978)
- Mama, bitte, sag mir / Steh auf - Amiga 456 422 (1980)
- Mädchen, irgendwo / Hier ist meine Hand - Amiga 456 504 (1982)
- Tote Helden helfen nicht / Einsamkeit - Bellaphon 100-05-058 (1984)

## Filmszerepek
- Ezek a fiatalok (1967) – Kolos Zsuzsa szerepében (fekete-fehér, 92 perc, rendezte: Banovich Tamás)
- Szevasz, Vera! (1967) – Gabi (rendezte: Herskó János)
- Bűbájosok (1970) – Éva (rendezte: Rózsa János)

## Ismertebb dalai
- Gézengúz (1962)
- Nagymami (1962)
- Te szeress legalább (1965)
- Rohan az idő (1966)
- Nincsen olyan ember (1966)
- Miszter Alkohol (1967)
- Ezek a fiatalok (1967)
- Kopogj az ajtón (1967)
- Szőke Anni balladája (1967)
- Keresem a szót (1967)
- Színes ceruzák (1968)
- Sajnálom szegényt (1968)
- Volt egyszer egy lány (1969)
- Végre, végre (1969)
- Utcák (1969)
- Valaki kell, hogy szeressen (1970)
- Miért hagytuk, hogy így legyen (1970)
- Én nem tudtam azt, kérem (1970)
- Amikor (1970)
- Valahol egy lány (1971)
- Kis herceg (1971)
- Ne sírj kedvesem (1971)
- Várj, míg sötét lesz (1971)
- Mondd el, ha látod őt (1971)
- Micimackó (1971)
- Kis virág (1971)
- Itt a két kezem (1972)
- Vándorének (1972)
- Egy év elmúlt (1972)
- Egy lány sétál a domboldalon (1972)
- Mondd el, ha kell (1972)
- Ki mondta (1973)
- Hé, mama (1973)
- Kertész leszek (1973)
- Jelbeszéd (1973)
- Ha én rózsa volnék (1973)
- Gyerekjátékok (1974)
- Rég elmúltam 60 éves (1974)
- Állatkerti útmutató (1975)
- Adjon az Isten (1975)
- Bethlehemi királyok (1975)
- Ne vágj ki minden fát! (1975)
- Előre nézz, babám! (1975)
- Hejj, tedd rá (1975)
- Éjszaka (1975)
- Zöld szemem kék (1975)
- Kornél és Elvira (1975)
- Mire felnő a gyerek (1975)
- I love you (1975)
- Előszó (1976)
- 1964 (1977)
- A széllel szemben (1977)
- Csak egy dal (1977)
- Nem kérek áldást (1977)
- Minden előttem áll (1978)
- Mama kérlek (1978)
- Légy óvatos (1979)
- Veszteségek (1979)
- A város fölött (1979)
- Őszinte bohóc (1979)
- A szerelem hív (1979)
- Ne add fel (1980)
- Hogy mondjam el (1980)
- Az első 80 év (1981)
- Szólj, kedvesem (1981)
- Amerika (1981)
- Mama, kérlek (1983)
- A Kárpáthyék lánya (1983)
- Ne hagyj engem (1985)
- Köszönöm (1985)
- Nem igaz (1985)
- Unom a sok mesét (1988)
- Szabadság, szerelem (1988)
- A hitetlenség átka (1988)
- Hová tűntek... (1988)
- Zeng az ének (1988)
- Vigyázz magadra (1991)
- Ne veszítsd el a fejed (1993)
- Százéves pályaudvar (1993)
- Hej, tulipán (1993)
- Ég és föld között (1997)
- Istenhozzád (1997)
- Vigyázz rám (1997)
- Csodálatos világ (1998)
- Hajszálak (1998)
- Kegyetlen játék (1998)
- Becsület, rend (2002)
- Ki nevet a végén (2002)
- Üzenet az égből (2010)
- Dum-Duli-Dú (2010)
- Csak szállj (2010)
- Ahogy állnak a csillagok (2010)
- Tündérország (2013)
- Így volt szép (2013)
- Nyáréjszakán a 67-es úton (2013)
- Mi lett belőled (2016)
- A szeretet és a dal (2016)
- Ne mondd (hogy nincs remény) (2016)
- Szabadnak születtél (2020)
- Filmszakadás (2020)
- Mariana-árok (2020)
- Jelbeszéd 2.0 (2023)

## Könyvek róla
- Varjas Endre: Koncz Zsuzsa (1992)
- Zöldi Gergely: Koncz Zsuzsa; Corvina, Bp., 2018

## Portréfilmek
- Rocklexikon – Koncz Zsuzsa (2007)
- Záróra — Koncz Zsuzsa (2009)
- Húzós – Koncz Zsuzsa (2011)
- Alinda – Koncz Zsuzsa (2016)
- Index – Kibeszélő – Koncz Zsuzsa (2020)
- Húzós podcast – Koncz Zsuzsa (2022)
- Friderikusz Podcast 83. – Interjú Koncz Zsuzsával (2023)

## Fényképek

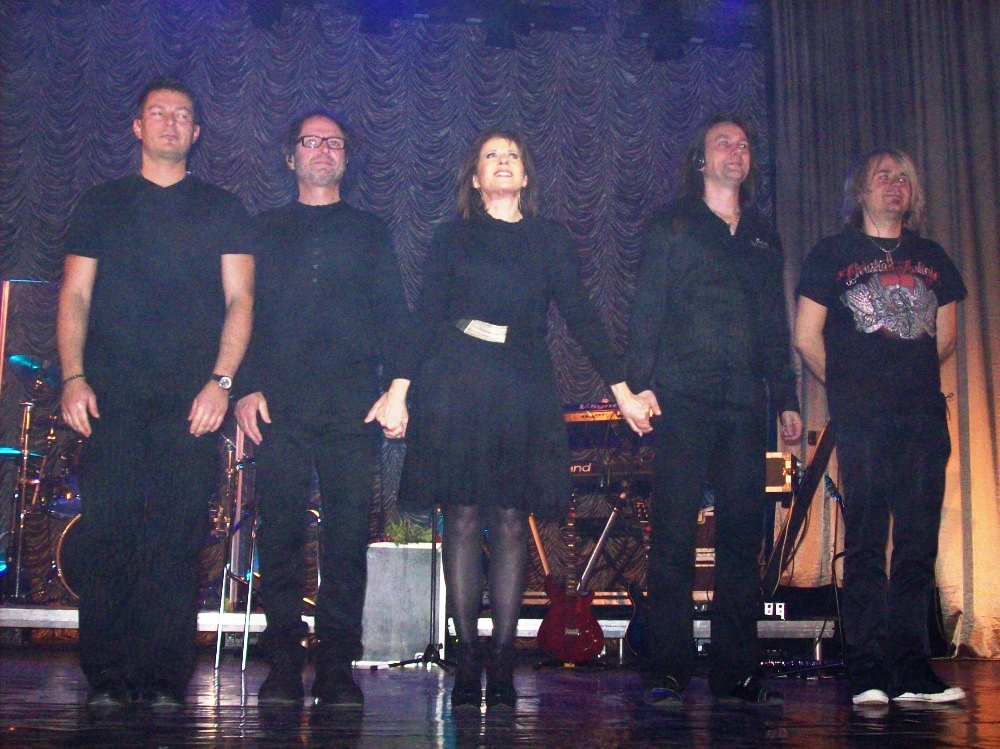
Együttesével
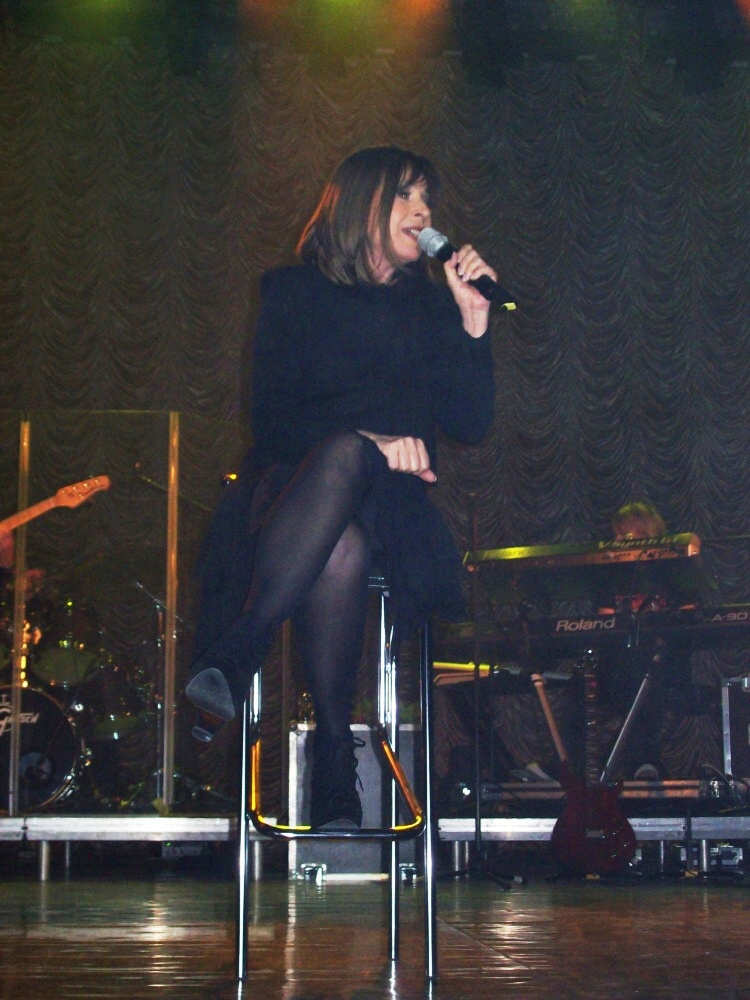
Koncerten